# Cleora moniliata
Cleora moniliata là một loài bướm đêm trong họ Geometridae.